# Championnats de France de patinage artistique 2012
Navigation
Championnats de France 2011 Championnats de France 2013
Les championnats de France de patinage artistique 2012 ont eu lieu du 16 au 18 décembre 2011 à la patinoire de la Cartonnerie à Dammarie-les-Lys.
Les championnats ont accueilli cinq épreuves: simple messieurs, simple dames, couple artistique, danse sur glace et patinage synchronisé.

## Faits marquants
Brian Joubert conquiert son 8e titre national, il égale les performances de Jean Henrion dans les années 1930 et Jean-Christophe Simond dans les années 1970/1980. Il n'est battu que par Alain Giletti qui a obtenu 10 titres dans les années 1950/1960.

## Podiums
| Épreuves                                 | Or                                 | Argent                        | Bronze                               |
| Messieurs résultats détaillés            | Brian Joubert                      | Florent Amodio                | Chafik Besseghier                    |
| Dames résultats détaillés                | Yrétha Silété                      | Maé-Bérénice Meité            | Anaïs Ventard                        |
| Couples résultats détaillés              | Daria Popova / Bruno Massot        | Vanessa James / Morgan Ciprès | Anne-Laure Letscher / Artem Patlasov |
| Danse sur glace résultats détaillés      | Nathalie Péchalat / Fabian Bourzat | Pernelle Carron / Lloyd Jones | Tiffany Zahorski / Alexis Miart      |
| Patinage synchronisé résultats détaillés | Les Zoulous                        | Les Atlantides                | Le Team Synchro Energie              |

## Détails des compétitions

### Messieurs
| Rang    | Nom                     | Points | Programme court | Programme court | Programme libre | Programme libre |
| ------- | ----------------------- | ------ | --------------- | --------------- | --------------- | --------------- |
| 1       | Brian Joubert           | 230.97 | 1               | 81.38           | 1               | 149.59          |
| 2       | Florent Amodio          | 210.42 | 2               | 79.23           | 2               | 131.19          |
| 3       | Chafik Besseghier       | 183.67 | 3               | 62.53           | 3               | 121.14          |
| 4       | Noël-Antoine Pierre     | 159.87 | 4               | 54.27           | 5               | 105.60          |
| 5       | Charles Tetar           | 158.32 | 5               | 51.93           | 4               | 106.39          |
| 6       | Simon Hocquaux          | 149.89 | 6               | 49.31           | 6               | 100.58          |
| 7       | Adrien Tesson           | 142.47 | 9               | 42.28           | 7               | 100.19          |
| 8       | Gaylord Lavoisier       | 138.46 | 12              | 39.15           | 8               | 99.31           |
| 9       | Aurélien Robert         | 135.65 | 7               | 47.74           | 10              | 87.91           |
| 10      | Timofeï Novaikim        | 132.61 | 10              | 41.85           | 9               | 90.76           |
| 11      | Maxime Petraru          | 125.81 | 8               | 43.04           | 11              | 82.77           |
| 12      | Dimitri Christodoulides | 114.14 | 11              | 40.37           | 12              | 73.77           |
| Forfait | Romain Ponsart          |        |                 |                 |                 |                 |
| Forfait | Thomas Sosniak          |        |                 |                 |                 |                 |

### Dames
| Rang    | Nom                     | Points | Programme court | Programme court | Programme libre | Programme libre |
| ------- | ----------------------- | ------ | --------------- | --------------- | --------------- | --------------- |
| 1       | Yrétha Silété           | 152.21 | 1               | 53.18           | 2               | 99.03           |
| 2       | Maé-Bérénice Meité      | 149.33 | 2               | 50.20           | 1               | 99.13           |
| 3       | Anaïs Ventard           | 143.74 | 4               | 47.18           | 3               | 96.56           |
| 4       | Léna Marrocco           | 134.48 | 3               | 50.04           | 4               | 84.44           |
| 5       | Lénaëlle Gilleron-Gorry | 129.03 | 5               | 45.37           | 5               | 83.66           |
| 6       | Laurine Lecavelier      | 121.79 | 7               | 39.52           | 6               | 82.27           |
| 7       | Laurianne Cirilli       | 114.63 | 9               | 36.69           | 7               | 77.94           |
| 8       | Bahia Taleb             | 112.03 | 6               | 40.18           | 8               | 71.85           |
| 9       | Flora Leblanc           | 107.46 | 8               | 38.37           | 9               | 69.09           |
| 10      | Gabrielle Scalzo        | 98.22  | 10              | 34.02           | 10              | 64.20           |
| 11      | Aline Zerourou          | 95.13  | 11              | 31.14           | 11              | 63.99           |
| 12      | Sarah Feriaux-Rubin     | 83.34  | 12              | 24.88           | 12              | 58.46           |
| Forfait | Candice Didier          |        |                 |                 |                 |                 |

### Couples
| Rang | Nom                                  | Points | Programme court | Programme court | Programme libre | Programme libre |
| ---- | ------------------------------------ | ------ | --------------- | --------------- | --------------- | --------------- |
| 1    | Daria Popova / Bruno Massot          | 137.75 | 2               | 46.99           | 1               | 90.76           |
| 2    | Vanessa James / Morgan Ciprès        | 128.83 | 1               | 53.84           | 2               | 74.99           |
| 3    | Anne-Laure Letscher / Artem Patlasov | 104.06 | 3               | 38.01           | 3               | 66.05           |

### Danse sur glace
| Rang | Nom                                | Points | Danse courte | Danse courte | Danse libre | Danse libre |
| ---- | ---------------------------------- | ------ | ------------ | ------------ | ----------- | ----------- |
| 1    | Nathalie Péchalat / Fabian Bourzat | 173.75 | 1            | 68.31        | 1           | 105.44      |
| 2    | Pernelle Carron / Lloyd Jones      | 142.69 | 2            | 55.88        | 2           | 86.81       |
| 3    | Tiffany Zahorski / Alexis Miart    | 120.49 | 3            | 47.38        | 3           | 73.11       |
| 4    | Charlène Denize / Quentin Langlois | 94.02  | 4            | 38.02        | 6           | 56.00       |
| 5    | Harmonie Lafont / Stanislas Etzol  | 91.35  | 5            | 34.40        | 5           | 56.95       |
| 6    | Elektra Hetmann / Benjamin Allain  | 91.22  | 6            | 32.35        | 4           | 58.87       |

### Patinage synchronisé
| Rang | Nom                     | Points | Programme court | Programme court | Programme libre | Programme libre |
| ---- | ----------------------- | ------ | --------------- | --------------- | --------------- | --------------- |
| 1    | Les Zoulous             | 120.58 | 1               | 39.31           | 1               | 81.27           |
| 2    | Les Atlantides          | 97.79  | 2               | 36.32           | 3               | 61.47           |
| 3    | Le Team Synchro Energie | 95.79  | 3               | 31.95           | 2               | 63.84           |
| 4    | Les Ex'L ice            | 78.90  | 4               | 27.14           | 4               | 51.76           |

## Sources
- Résultats des championnats de France 2012 sur le site csndg.org
- Patinage Magazine N°130 (Mars/Avril 2012)